# Beaumé
Beaumé település Franciaországban, Aisne megyében. Lakosainak száma 84 fő (2022. január 1.). Beaumé Aubenton, Besmont, Iviers, Leuze és Martigny községekkel határos.

## Népesség
A település népességének változása:
| Lakosok száma | 145  | 123  | 113  | 102  | 99   | 97   | 92   | 88   | 87   | 84   |
|               | 1968 | 1982 | 1990 | 2006 | 2013 | 2015 | 2017 | 2019 | 2020 | 2022 |